# Francisco Baeza
Francisco Baeza Rodríguez (n. Santiago; 1749 - f. Rancagua; 1818), quinto alcalde del municipio de Rancagua.

## Biografía
Hijo de Nicolás de Baeza y María del Carmen Rodríguez. Contrajo matrimonio en 1780 con Antonia Soto, con quien fue padre de un solo hijo varón.
Alcalde de Rancagua entre 1801 y 1802. Tuvo serios problemas con varios miembros del Cabildo, dirigidos por Gaspar de Arredondo, ex alcalde, que desembocaron en una serie de conflictos internos que terminaron con la renuncia al cargo.